# Martin Motors MM520
Die Stufenhecklimousine MM520 und die Fließhecklimousine MM520i sind die ersten Limousinen des italienischen Bus- und Automobilherstellers Martin Motors und werden seit 2009 in Lizenz des chinesischen Lifan 520 produziert.
Mit der Etablierung der MM520-Serie rangiert Martin Motors mit seinen beiden Limousinen in der Kompakt- und Mittelklasse und möchte mit diesen beiden Modellen gezielt die Kunden der Kompaktklasse ansprechen. Um auf dem europäischen Markt erfolgreich zu sein wurde das Modell dem hiesigen Marktanforderungen angepasst. So bieten die beiden Modelle als Standard Dual-Airbags, Elektronische Bremskraftverteilung (EBD), einen Flüssiggas-Tank unterhalb des Kofferraumes, eine Verbundlenkerhinterachse mit Stabilisator, Kindersicherung, ein höhenverstellbares Lenkrad, eine Zentralverriegelung mit Fernbedienung, vierfach verstellbare Sitze, elektrische Fensterheber vorn und hinten, elektrisch einstellbare Außenrückspiegel, DVD-Spieler mit CD-Fach, Radio und MP3-Anschluss, eine handgeregelte Klimaanlage, aktive Kopfstützen und Leichtmetallräder.
Die Motoren der beiden Modelle waren mit Flüssiggas betriebene Reihenvierzylinder-Ottomotoren des Typs Tritec mit 16 Ventilen, einem Hubraum von 1596 cm³ und einer Leistung von 85 kW (Euro IV). Die Schaltgetriebe haben fünf Gänge. Der 520i, dessen Kofferraum 500 Liter fasst, ist länger, aber auch etwas leichter als der kleinere 520 mit 620 Litern Kofferraum.